# Wielki Zielony Mur

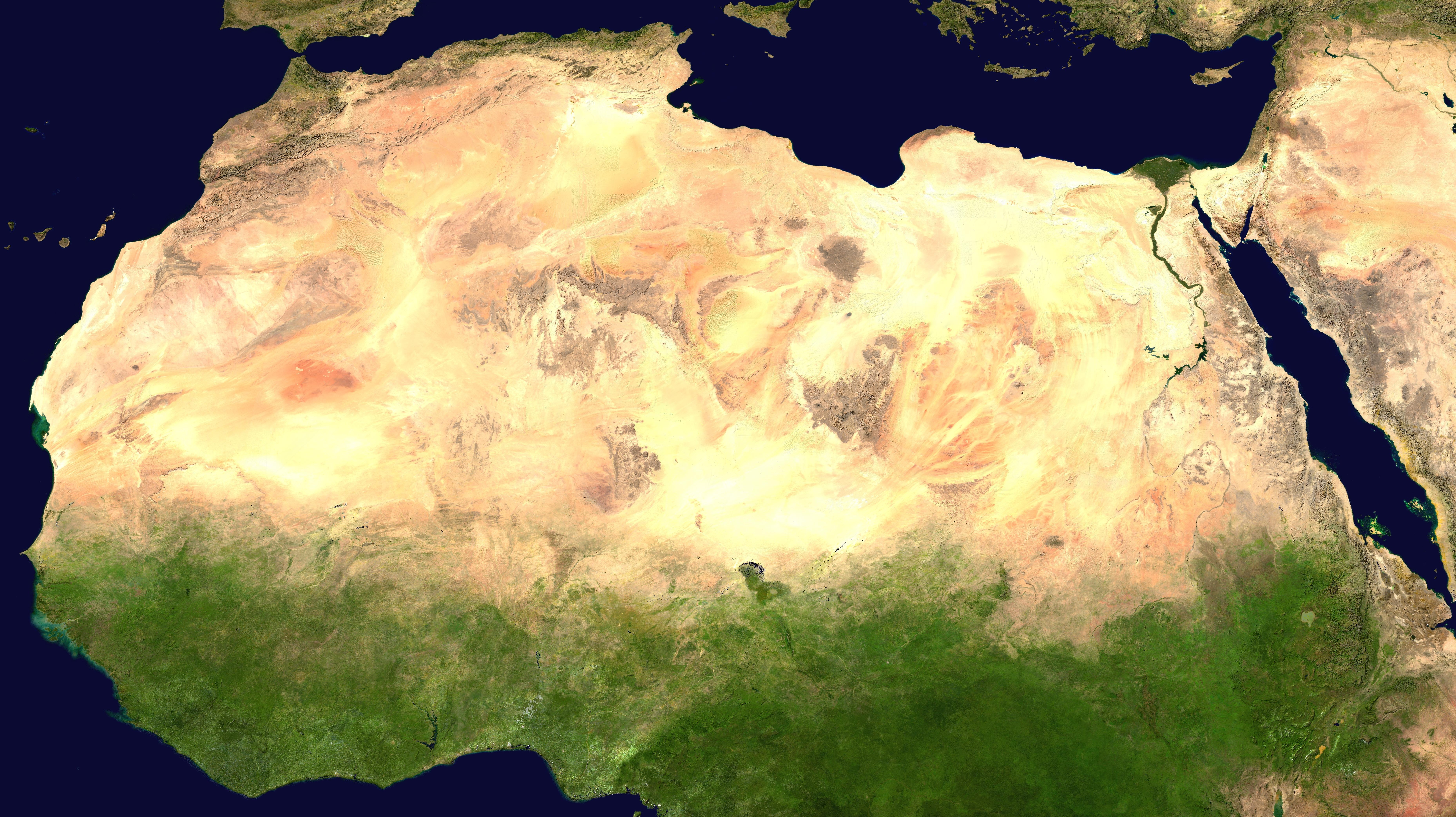
Zdjęcie satelitarne obszaru Sahary.

Wielki Zielony Mur (ang. Great Green Wall) – projekt opracowany w 2005 roku podczas szczytu Wspólnoty Państw Sahelu i Sahary, wspierany przez Unię Afrykańską. Celem projektu jest utworzenie „pasa zieleni” ciągnącego się z zachodu na wschód Afryki, z Senegalu do Dżibuti, który będzie oddzielał Saharę od Sahelu.

Kolorem pomarańczowym oznaczono region Sahelu

## Rys poglądowy

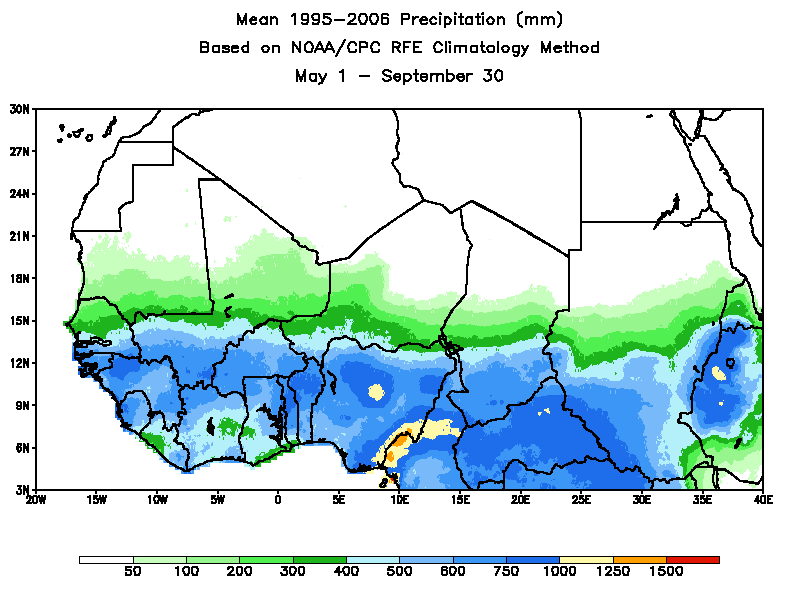
Średnia ilość opadów w okresie 1 maja – 30 września dla regionu Sahelu w latach 1995–2006

Sahel to przecinający Afrykę w poprzek pas suchej sawanny, która graniczy od północy z Saharą, a od południa z sawanną leśną. Szerokość tego pasa wynosi średnio 500 km. Makroklimat tego rejonu zależy od jednej, dość krótkiej pory wilgotnej. Na południu regionu trwa przeciętnie trzy miesiące, na północy, blisko pustyni, mniej niż dwa. Naturalny krajobraz tworzą nieliczne drzewa, rzadka trawa i cierniste krzewy.
Wraz z eksplozją demograficzną Sahel został silnie zdegradowany przez działalność człowieka. Kolejnym niekorzystnym czynnikiem były wielkie susze, które objęły region w latach 60. XX wieku i powracały przez następne dwa dziesięciolecia. Od tamtego czasu Sahara przesunęła się o 100–150 km na południe. Państwa tego regionu porozumiały się i uznały, że czas odwrócić ten trend.

## Uczestnictwo
W projekcie uczestniczy 11 państw afrykańskich, które powołały agencję koordynującą cały program. Na konwencji utworzenia Panafrican Agency for The Great Green Wall określono statut i nakreślono ramy projektu. Uczestnictwo w projekcie zgłosiły: Senegal, Mauretania, Mali, Burkina Faso, Niger, Nigeria, Czad, Sudan, Etiopia, Erytrea i Dżibuti.

## Realizacja
Państwa te postanowiły, że do 2025 roku wspólnie zasadzą pas drzew i krzewów o długości około 7775 km, przeciętnej szerokości 15 km i łącznej powierzchni około 11 662 500 ha. Ma on przebiegać w odległości około 100 km od Sahary. Pas zieleni ma docelowo stanowić północną granicę strefy zadrzewionej i użytkowanej rolniczo oraz zwiększyć produkcję rolniczą i odwrócić trend ubożenia ludności tego rejonu.
Kraje afrykańskie, a szczególnie te położone w rejonie Sahelu, nie są w stanie udźwignąć kosztów tego typu projektów, więc realizację wspiera m.in. Globalny Fundusz Środowiskowy (ang. Global Environmental Facility, GEF), sprzymierzona z Bankiem Światowym międzyrządowa organizacja wspierająca inwestycje proekologiczne. Ponadto poparcie zadeklarowały inne organizacje międzynarodowe, a także niektóre państwa i prywatne fundacje.

## Cele
Celem projektu jest m.in.:
- wzrost zalesienia
- zwiększenie bioróżnorodności
- zmniejszenie erozji gleby
- rekultywacja zdegradowanych terenów
- renaturalizacja
- zwiększenie dostępności produktów leśnych dla lokalnych potrzeb: drewna, gumy, żywicy, korzeni, liści, kory, owoców itp.
- kontrola zasobów wodnych
- zmniejszenie ubóstwa ludności Sahelu[4]